# Louis de Potier (5. książę de Gesvres)
Louis Léon de Potier, 5. książę de Gesvres (ur. 28 lipca 1695, zm. 28 grudnia 1774) – francuski arystokrata i dyplomata.
W 1742 roku był ambasadorem nadzwyczajnym Francji w Wiedniu.
Jego syn Louis-Joachim de Potier, 6. książę de Gesvres (ur. 9 maja 1733, zm. 7 lipca 1794) został w 1794 zgilotynowany. 